# Live à Paris (album de Céline Dion)
Cet article concerne un album live de Céline Dion. Pour le DVD live du groupe Superbus, voir Live à Paris.
Albums de Céline Dion
Falling into You
(1996) C'est pour vivre
(1997)
Singles
1. Les derniers seront les premiers
Sortie : 21 octobre 1996
2. To Love You More
Sortie : 21 octobre 1996
3. Je sais pas
Sortie : 19 mai 1997
4. J'attendais
Sortie : 30 juin 1997

Live à Paris est le dix-septième album de Céline Dion, et son troisième album live, sorti le 22 octobre 1996.

## Informations
Après avoir publié D'eux, l'album francophone le plus vendu de tous les temps, la chanteuse sort Live à Paris, qui contient dix des douze titres de D'eux. Le concert a été enregistré au Zénith de Paris en octobre 1995, lors de la tournée D'eux. Le CD contient également quelques chansons en anglais, dont l'enregistrement studio de To Love You More, qui rencontre un grand succès au Japon.
Le disque ne contient pas l'entièreté du spectacle. L'ensemble des chansons est disponible sur la vidéo Live à Paris, publié également en 1996.
Live à Paris a remporté un prix Juno pour le meilleur album francophone et deux prix Félix pour meilleur album et meilleur album pop rock.

## Ventes
Live à Paris se vend à plus de 3 millions d'exemplaires à travers le monde, dont 2 millions uniquement en Europe, où il a été certifié platine 2x par l'IFPI.
Après avoir vendu plus de 600 000 exemplaires en France et 280 000 copies au Canada, il est certifié double platine dans les deux pays,. L'album a également été certifié disque de platine en Belgique et en Suisse. Aux Pays-Bas et en Pologne, pays non-francophones, Live à Paris décroche une certification d'or,.
Live à Paris reste au sommet des palmarès pendant huit semaines en France, pendant quatre semaines en Belgique francophone et une semaine en Suisse. En Belgique néerlandophone, il atteint la 6e position, et la 8e position au Canada. L'album se classe également dans de nombreux pays non-francophones, atteignant la 9e place aux Pays-Bas, no 24 en Autriche, no 25 en Nouvelle-Zélande, no 46 en Italie, no 53 au Royaume-Uni et no 63 en Allemagne. Sur les 100 meilleurs albums européens, Live à Paris se place en 6e position.
Le 1er novembre 1996, Céline Dion écrit une nouvelle page dans le livre des records de l'industrie musicale française, devenant la première artiste à avoir trois de ses albums dans le Top 20. La même semaine, Live à Paris entre en première position dans le classement (il sera le troisième album en termes de ventes cette année-là), tandis que Falling into You atteint la 6e place sept mois après sa sortie et D'eux atteint la 16e place un an et demi après sa sortie.

## Liste des titres
| 1.     | J'attendais                                                      | Jean-Jacques Goldman                                              | 4:58  |
| 2.     | Destin                                                           | Goldman                                                           | 4:11  |
| 3.     | The Power of Love                                                | Candy DeRouge, Gunther Mende, Mary Susan Applegate, Jennifer Rush | 4:45  |
| 4.     | Regarde-moi                                                      | Goldman                                                           | 3:49  |
| 5.     | River Deep, Mountain High                                        | Phil Spector, Jeff Barry, Ellie Greenwich                         | 3:29  |
| 6.     | Un garçon pas comme les autres (Ziggy)                           | Luc Plamondon, Michel Berger                                      | 5:03  |
| 7.     | Les derniers seront les premiers (duo avec Jean-Jacques Goldman) | Goldman                                                           | 3:52  |
| 8.     | J'irai où tu iras (duo avec Jean-Jacques Goldman)                | Goldman                                                           | 3:46  |
| 9.     | Je sais pas                                                      | Goldman, J Kapler                                                 | 4:25  |
| 10.    | Le Ballet                                                        | Goldman                                                           | 10:33 |
| 11.    | Prière païenne                                                   | Goldman                                                           | 4:55  |
| 12.    | Pour que tu m'aimes encore                                       | Goldman                                                           | 5:10  |
| 13.    | Quand on n'a que l'amour                                         | Jacques Brel                                                      | 4:41  |
| 14.    | Vole                                                             | Goldman                                                           | 4:03  |
| 15.    | To Love You More                                                 | David Foster, Junior Miles                                        | 5:28  |
| 73 min |                                                                  |                                                                   |       |

## Distribution
| Pays   | Date            | Label                | Format | Catalogue   |
| ------ | --------------- | -------------------- | ------ | ----------- |
| Europe | 22 octobre 1996 | Sony Music, Columbia | CD     | 486606 2    |
| Canada | 29 octobre 1996 | Sony Music, Columbia | CD     | 80238       |
| Europe | 18 janvier 2010 | Sony Music           | CD     | 88697462312 |

## Classements
| Pays              | Meilleure position | Certification | Ventes  |
| ----------------- | ------------------ | ------------- | ------- |
| Allemagne         | 63                 |               |         |
| Autriche          | 24                 |               |         |
| Belgique Flandre  | 6                  | Platine       |         |
| Belgique Wallonie | 1                  | Platine       |         |
| Canada            | 8                  | 2x Platine    |         |
| France            | 1                  | 2x Platine    | 669 500 |
| Italie            | 46                 |               |         |
| Nouvelle-Zélande  | 25                 |               |         |
| Pays-Bas          | 9                  | Or            |         |
| Pologne           |                    | Or            |         |
| Royaume-Uni       | 53                 |               |         |
| Suisse            | 1                  | Platine       |         |
| Europe            | 6                  | 2x Platine    |         |

## Récompenses
| Année | Gala       | Récompense                           |
| ----- | ---------- | ------------------------------------ |
| 1997  | Prix Juno  | Best Selling Francophone Album       |
| 1997  | Prix Félix | Album pop/rock de l'année            |
| 1997  | Prix Félix | Album de l'année - Meilleures ventes |